# William Marshall (Zoologe)

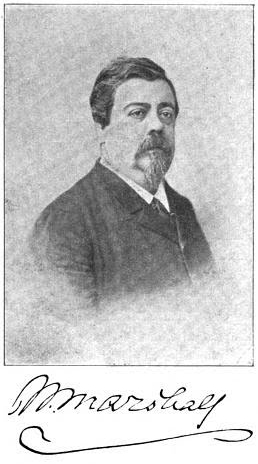
William Marshall

William Adolf Ludwig Marshall (* 6. September 1845 in Weimar; † 16. September 1907 in Leipzig) war ein deutscher Zoologe und vergleichender Anatom.

## Leben
Sein Vater James Marshall (1808–1881), geboren in der Grafschaft Down, war Lehrer für englische Literatur und Sekretär von Sophie von Oranien-Nassau, seine Mutter war eine Niederländerin. Zusammen mit seinem Bruder James Marshall (1838–1902) wurde er in Weimar erzogen und verbrachte die letzten Jahre seiner Gymnasialzeit in Werningerode. Sein Studium der Medizin und Naturwissenschaften nahm er in Göttingen und Jena auf. Eine Reise in die Heimat seiner Mutter verschaffte ihm 1867 eine Anstellung als erster Assistent am Rijksmuseum van Natuurlijke Historie in Leiden unter dem aus Altenburg stammenden Ornithologen Hermann Schlegel. In seiner Zeit in Leiden promovierte er auch zum Dr. phil. an der Göttinger Universität in absentia über die knöchernen Schädelhöcker der Vögel. 1872 kehrte er nach Weimar als Nachfolger seines Vaters und Privatsekretär der Großherzogin zurück, widmete sich aber weiter seinen zoologischen Studien. Den Konflikt zwischen seiner Lebensanschauung – er war Verfechter der Entwicklungslehre von Charles Darwin und dessen deutschem Anhänger Ernst Haeckel – und der seines höfischen Umfeldes verarbeitete er in dem unter dem Pseudonym W.A.L. Philopsyllus erschienenen Werk über den Floh.
Nach Leipzig siedelte er 1879 über. Er wirkte erst kurze Zeit als Assistent am Museum und habilitierte sich 1880 als Privatdozent an der dortigen Universität. Von 1880 war er außerordentlicher Professor und ab 1885 ordentlicher Professor der Zoologie und vergleichenden Anatomie an der philosophischen Fakultät der Universität Leipzig. In den ersten Jahren machte er noch mit seinen Zuhörern Exkursionen, später litt er aber an Schwindelanfällen. Aufgrund von überdehnten Gelenkbändern in Folge einer Fußverstauchung war er die letzten Jahre an eine Krücke gefesselt.
Marshall hatte bereits seine erste Frau verloren, als er mit seiner zweiten Frau und einem Kind in Leipzig ankam. Durch seinen gesundheitlichen Zustand konnte er sein Haus kaum noch verlassen, so dass er sich auf seine schriftstellerische Tätigkeit besann. Die meisten Arbeiten waren populärwissenschaftliche Veröffentlichungen, da diese seine kleine Pension aus Staatsdiensten aufbesserten; für streng wissenschaftliche Arbeiten fehlte ihm die Muse und die Möglichkeit dafür Exkursionen und Reisen durchzuführen. Marshall lieferte Beiträge für die 3. und 4. Auflage vom Brehms Tierleben und diente der Gesellschaft für Verbreitung von Volksbildung als Redner.
Am 19. April 1876 wurde er in die Leopoldina aufgenommen.

## Werke (Auswahl)
Als Autor:
- Über die knöchernen Schädelhöcker der Vögel. Der philosophischen Facultät in Göttingen im October 1871 als Dissertation vorgelegt. A. C. Kruseman, Haarlem und C. F. Winter, Leipzig 1872 (eingeschränkte Vorschau in der Google-Buchsuche).
- Der Floh, das ist des weiblichen Geschlechtes schwarzer Spiritus familiaris von literarischer und naturwissenschaftlicher Seite beleuchtet. Huschke, Weimar 1880.
- Die Entdeckungsgeschichte der Süßwasser-Polypen. Antrittsvorlesung. Quandt & Händel, Leipzig 1885.
- Spaziergänge eines Naturforschers. Mit Zeichnungen von Albert Wagen in Basel. Verlag des Litterarischen Jahresberichts (Artur Seemann), Leipzig 1888.
- Die Tiefsee und ihr Leben. Mit 4 Tontafeln und 114 Abbildungen im Text. Ferdinand Hirt & Sohn, Leipzig 1888.
- Leben und Treiben der Ameisen. Richard Freese, Leipzig 1889.
- Bilder-Atlas zur Zoologie der niederen Tiere. Mit 292 Holzschnitten nach Zeichnungen von F. Etzold, R. Koch, G. Mützel, E. Schmidt, J. Schmidt u. a. Bibliographisches Institut, Leipzig und Wien 1899.
- Neueröffnetes, wundersames Arzenei-Kästlein, darin allerlei gründliche Nachrichten, wie es unsere Voreltern mit den Heilkräften der Thiere gehalten haben, zu finden sind. A. Twietmeyer, Leipzig 1894. Faksimilierte Ausgabe: F. Englisch, Wiesbaden 1981, ISBN 3-88140-091-5.
- Neue Spaziergänge eines Naturforschers. Zweite Reihe. Mit Zeichnungen von Marie Gey-Heinze. Verlag von E. A. Seemann, Leipzig 1907.

Als Übersetzer:
- John Lubbock: Die Sinne und das geistige Leben der Thiere insbesondere der Insekten. Übersetzt von William Marshall. Mit 118 Abbildungen in Holzschnitt. Autorisierte Ausgabe. F. A. Brockhaus, Leipzig 1889.
- Jean Albert Gaudry: Die Vorfahren der Säugetiere in Europa. Aus dem Französischen übersetzt von William Marshall. Mit 40 in den Text gedruckten Abbildungen. Verlagsbuchhandlung von J. J. Weber, Leipzig 1891.
- Henri Gadeau de Kerville: Die leuchtenden Tiere und Pflanzen. Aus dem Französischen übersetzt von W. Marshall. Mit 27 in den Text gedruckten Abbildungen und einem Titelbild. Verlagsbuchhandlung von J. J. Weber, Leipzig 1893.
- Paul Girod: Tierstaaten und Tiergesellschaften. Aus dem Französischen übersetzt und herausgegeben von Prof. Dr. William Marshall. Autorisierte Ausgabe. Hermann Seemann Nachfolger, Leipzig 1901.